# Julie Ashton-Lucy
Julie Ashton-Lucy (25 novembre 1965) è un arbitro di hockey su prato australiana.
Ha arbitrato partite ai Giochi del Commonwealth nel 2002, ai Mondiali del 2002 e del 2006 e ai Giochi olimpici di Atene 2004, Pechino 2008 e Londra 2012.
Nel 2008 ha ricevuto il "Golden Whistle" dalla International Hockey Federation.